# Weigu (socken i Kina, Sichuan)
Weigu (kinesiska: 维古乡, 维古) är en socken i Kina. Den ligger i provinsen Sichuan, i den sydvästra delen av landet, omkring 160 kilometer nordväst om provinshuvudstaden Chengdu. Antalet invånare är 3 670. Befolkningen består av 1 676 kvinnor och 1 994 män. Barn under 15 år utgör 21,0 %, vuxna 15-64 år 73 %, och äldre över 65 år 4,0 %.
Genomsnittlig årsnederbörd är 1 226 millimeter. Den regnigaste månaden är juli, med i genomsnitt 253 mm nederbörd, och den torraste är januari, med 11 mm nederbörd.